# نیمسولید
نیمسولید (انگلیسی: Nimesulide) یک داروی ضدالتهابی غیراستروئیدی (NSAID) با خواص ضد درد و تب‌بر است. نشانه‌های تأیید شده آن، درمان درد حاد، درمان علامتی آرتروز و دیسمنوره اولیه در نوجوانان و بزرگسالان بالای ۱۲ سال است.
عوارض جانبی ممکن است شامل مشکلات کبدی باشد. این حالت عملکرد چند عاملی دارد و با شروع سریع عمل مشخص می‌شود. این دارو با مسدود کردن تولید پروستاگلاندین‌ها (یک ماده شیمیایی مرتبط با درد) عمل می‌کند و در نتیجه درد و التهاب را تسکین می‌دهد.

## کاربرد پزشکی
نیمسولید در ایالات متحده آمریکا در دسترس نیست، با این حال در کشورهای دیگر برای درد حاد استفاده می‌شود. ممکن است برای درد از جمله دردهای پریود استفاده شود. نیمسولید در طولانی‌مدت توصیه نمی‌شود، مانند بیماری‌های مزمن مانند آرتریت. این به دلیل ارتباط آن با افزایش خطر سمیت کبدی از جمله نارسایی کبد است. علی‌رغم خطر سمیت کبدی، ارزیابی در سال ۲۰۱۲ توسط آژانس دارویی اروپا (EMA) به این نتیجه رسید که نمایه کلی مزایا/خطر نیمسولید مطلوب و مطابق با سایر NSAIDها مانند دیکلوفناک، ایبوپروفن و ناپروکسن است. استفاده محدود به ۱۵ روز است و دوز از ۲۰۰ میلی‌گرم در روز تجاوز نمی‌کند.

### کودکان
کمتر از ۱۰ روز مصرف نیمسولید در مقایسه با کتوپروفن، پاراستامول، مفنامیک اسید، آسپرینفن، آسپرینفن، مفنامیک اسید، اسهال، استفراغ، اسهال، درد اپی‌گاستر، استفراغ، اسهال، یا افزایش بی‌علامتی آنزیم‌های کبدی به نظر نمی‌رسد با این حال، داده‌ها برای جمعیت‌های کمتر از ۶ ماه صحبت نمی‌کنند.

### بارداری و شیردهی
زنان در دوران شیردهی باید با احتیاط از دارو استفاده کنند و نیمسولید در دوران بارداری منع مصرف دارد و تحقیقات نشان می‌دهد که در زنان شیرده نیز منع مصرف دارد.

### فرم‌های موجود
نیمسولید به اشکال گوناگون موجود است: قرص، پودر برای حل شدن در آب، شیاف، قرص حل کننده دهان و ژل موضعی.

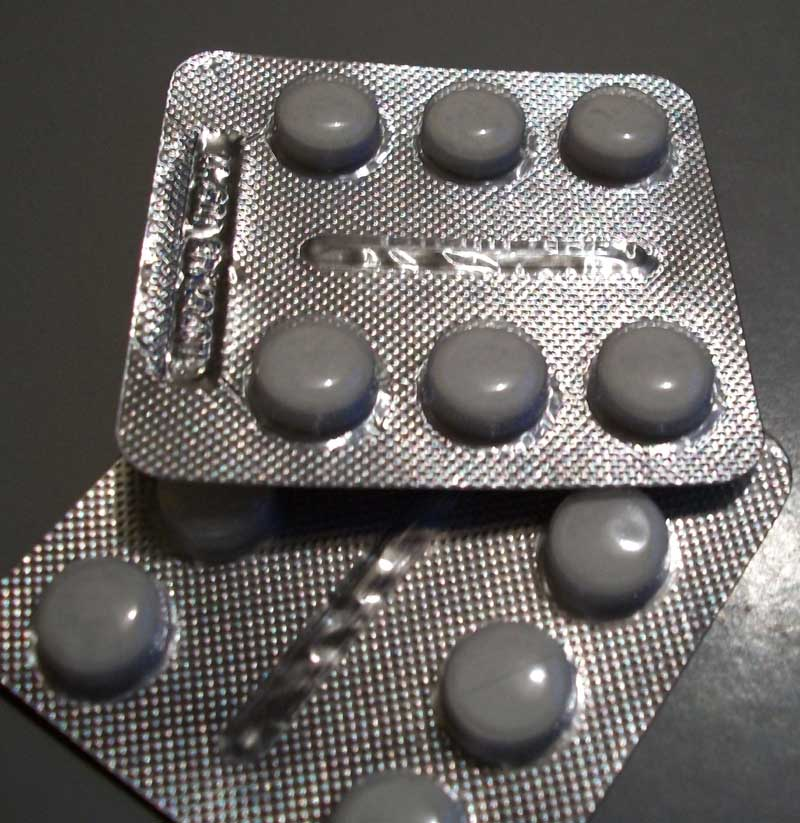
قرص ۱۰۰ میلی‌گرمی نیمسولید

## موارد منع مصرف
کودکان زیر ۱۲ سال و افرادی که مشکلات کبدی یا علائم مشابه آنفلوانزا دارند باید از مصرف آن پرهیز کنند.

## اثرات جانبی
به دلیل نگرانی در مورد خطر سمیت کبد، نیمسولید در چندین کشور (اسپانیا، فنلاند، بلژیک و ایرلند) از بازار خارج شده‌است. مشکلات کبدی هم منجر به مرگ و هم در نیاز به پیوند شده‌است. این ممکن است در کمتر از سه روز پس از شروع دارو رخ دهد.
استفاده مداوم از نیمسولید (بیش از ۱۵ روز) ممکن است عوارض جانبی زیر را ایجاد کند:
- اسهال
- استفراغ
- بثورات پوستی
- خارش
- سرگیجه
- تلخی در دهان

## فارماکولوژی

### فارماکودینامیک
نیمسولید یک داروی ضد التهابی غیراستروئیدی (NSAID) است که به‌طور خاص به عنوان یک مهارکننده نسبتاً انتخابی سیکلواکسیژناز-۲ عمل می‌کند. با این حال، مشخصات دارویی نیمسولید عجیب و غریب است، و مکانیسم‌های اضافی، ناشناخته/هنوز شناسایی نشده نیز ظاهر می‌شود. یکی از مسیرهایی که در اعمال آن دخیل است، مسیر گیرنده اکتو-۵'-نوکلئوتیداز (e-5'NT/CD73)/آدنوزین A2A است.

### فارماکوکینتیک
نیمسولید پس از مصرف خوراکی به سرعت جذب می‌شود.
نیمسولید تحت تبدیل زیستی گسترده‌ای قرار می‌گیرد که عمدتاً به ۴-هیدروکسی نیمسولید می‌رسد (که به نظر می‌رسد از نظر بیولوژیکی نیز فعال باشد).
غذا، جنسیت و سن بالا تأثیرات ناچیزی بر فارماکوکینتیک نیمسولید دارند.
بیماری مزمن کلیوی متوسط نیازی به تنظیم دوز ندارد، در حالی که در بیماران مبتلا به بیماری مزمن کلیوی یا بیماری کبدی، نیمسولید منع مصرف دارد.
نیمسولید شروع نسبتاً سریع اثر دارد، با کاهش معنی‌دار درد و التهاب که ظرف ۱۵ دقیقه پس از مصرف دارو مشاهده می‌شود.
اثرات درمانی نیمسولید نتیجه نحوه عملکرد پیچیده آن است که شماری از واسطه‌های کلیدی فرایند التهابی را هدف قرار می‌دهد: پروستاگلاندین‌های با واسطه COX-2، رادیکال‌های آزاد، آنزیم‌های پروتئولیتیک و هیستامین. شواهد بالینی برای حمایت از مشخصات خوبی از نظر تحمل معده و روده در دسترس است.